# Šljivica
Šljivica (cyr. Шљивица) – wieś w Serbii, w okręgu pomorawskim, w gminie Rekovac. W 2011 roku liczyła 136 mieszkańców.